# Križ, Komenda
Križ je naselje v Občini Komenda.

## Zgodovina
Leta 1279 je bila v oporoki Filipa Španhajmskega prvič omenjena vas Križ s pripadajočo posestjo. Verjetno je bil tu že takrat sedež zemljiškega urada oziroma župe, kot je to omenjeno v urbarju iz okoli leta 1400, ko je tu županil Vidac iz Križa.
Na griču nad naseljem je stal kriški grad, ki ga je dal po 1576 sezidati grof Ahacij Thurn; 1763 je prešel v last Auerspergov, 1796 pa baronov Apfaltrerjev. Med drugo svetovno vojno je bil požgan in nato podrt.
Na Križu so se zbirali zbirali kamniški protestanti; grof Ahacij Thurn jim je dal zgraditi in urediti pokopališče in molilnico, ki pa jo je 1601 uničila rekatolizacijska komisija.